# Georges Fillioud
Georges Fillioud (ur. 7 lipca 1929 w Lyonie, zm. 15 września 2011 w Paryżu) – francuski polityk, dziennikarz, związkowiec i samorządowiec, działacz Partii Socjalistycznej, deputowany, minister.

## Życiorys
Studiował prawo w Lyonie, następnie kształcił się w centrum szkolącym dziennikarzy. Od 1956 pracował w stacji radiowej Europe 1, dochodząc do stanowiska zastępcy redaktora naczelnego. Organizował w tej stacji struktury związku zawodowego dziennikarzy. W połowie lat 60. podpisał manifest nawołujący do stworzenia wspólnego programu dla środowisk lewicowych, co skutkowało czasowym zawieszeniem. W 1966 odszedł z Europe 1, stał się bliskim współpracownikiem François Mitterranda. W 1967 dołączył do sekretariatu Konwentu Instytucji Republikańskich, w 1968 powołany na zastępcę sekretarza generalnego tej organizacji oraz lewicowej federacji FGDS. Współtworzył następnie Partię Socjalistyczną, był członkiem biura wykonawczego PS (1971–1979) oraz sekretarzem socjalistów w departamencie (1973–1978).
W latach 1967–1968 po raz pierwszy był posłem do Zgromadzenia Narodowego. Mandat deputowanego uzyskiwał następnie w 1973, 1978 i 1981. W latach 1978–1979 pełnił funkcję wiceprzewodniczącego niższej izby francuskiego parlamentu. W latach 1970–1982 zasiadał w radzie departamentu Drôme. Od 1977 do 1983 zajmował stanowisko mera Romans-sur-Isère. Od maja 1981 do marca 1983 pełnił funkcję ministra komunikacji w pierwszym i drugim rządzie Pierre’a Mauroy. Następnie do marca 1986 był sekretarzem stanu ds. komunikacji w trzecim gabinecie tego samego premiera oraz w rządzie Laurenta Fabiusa.
W 1986 powołany w skład Rady Stanu. W latach 1990–1994 kierował instytutem audiowizualnym INA. Był później przewodniczącym zgromadzenia akcjonariuszy francusko-niemieckiej stacji telewizyjnej Arte.